# Будівельник (Дніпро)
Будівельник — житловий масив у Шевченківському районі міста Дніпро. Розташований уздовж проспекту Богдана Хмельницького на південь від вулиці Енергетичної. Головні вулиці проспект Богдана Хмельницького, Перемоги, Інженерна, Квартальна (до  2024 року - Гладкова).

## Відомі будівлі
Проспект Богдана Хмельницького 117 — готель «Схід».
Проспект Богдана Хмельницького 118 а — Культурно - спортивний комплекс "Шинник".
Проспект Богдана Хмельницького 118 б — Торговий Центр «Терра».
Вулиця Енергетична 35 — Палац Культури «Будівельник».
Вулиця Академіка Янгеля — Стадіон «Монтажник»

## Транспортна інфраструктура
По проспекту Хмельницького прокладено трамвайну лінію, маршрути 12, 16. Також тролейбусну — маршрути 9, 11. Ходять маршрутні автобуси.

## Історія
Селище почало розвиватись наприкінці 1940-х років. Спочатку забудовувалось однотипними одноповерховими будинками південніше вулиці Енергетичної, на південь від Сурсько-Литовського шосе. З початком 1950-х років велось будівництво двоповерхових житлових будинків по вулицях Перемоги, Єрмолової. Сучасник будівництва, історик архітектури О. А. Швидковський дав у 1960 році такий опис селища: «До Сурсько-Литовського шосе прилягає селище Будівельників, що за своїм плануванням, забудові та благоустроєм є найкращим в Україні. Селище має тупикову систему планування. Від магістралі вглиб забудови прокладено кілька зелених вуличок — місцевих проїздів, а від них, своєю чергою відходять короткі тупики, що закінчуються невеличким майданчиком, на який виходять ділянки індивідуальної забудови. Територія селища добре озеленена, ділянки огороджені чепурними гарними огорожами, по вулицях прокладено тротуари, водостоки, висаджено квіти, встановлено електричні ліхтарі. Привабливо виглядає і забудова селища, здійснена в основному одноповерховими кам'яними будинками. Треба відзначити, що прибудинкові ділянки дуже невеликі, що забезпечило високу щільність забудови та зробило індивідуальну малоповерхову забудову в умовах великого міста більш економічною.»
У 1970-х роках по вулиці Дніпропетровській (нині проспект Богдана Хмельницького) зводились багатоповерхові будинки. Будівництво здійснювалось кварталами, що отримали назви № 2, 3, 11, 12, 13 тощо. Згодом назва «12 квартал» розповсюдилась на більшу частину району, а назва Будівельник стала маловживаною.

## Селище «Корея»
Селище «Корея» — південно— східна частина житлового масиву Будівельник, розташована між парною стороною вулиці Квартальної (Гладкова) та житловим масивом Тополя. Від вулиці Квартальної до вулиці Козака Мамая  розташовані багатоповерхівки, далі — район приватного сектора з чітко розпланованими вулицями. Будувалось селище стихійно після Другої світової війни, коли масово відчувалась нестача житла. Спочатку «Корея» рахувалась як самозабудова. Існує чотири версії походження назви: 1) через віддаленість від центру міста в аналогії з Амуром і Сахаліном; 2) у пам'ять про Корейську війну 1950—1953 рр.; 3) через характерну забудову різномасних будиночків часто з нетривких матеріалів, що могло нагадувати аналогічні забудови азійських міст; 4) від вулиці Корейської розташованої на півночі Будівельника. Головні вулиці селища: Квартальна, Перемоги, Козака Мамая, Монтажна, Машинобудівельників. На південь від «Кореї» розташовані залізнична станція Зустрічний та Зустрічна балка.

## Цікавий факт
На вулиці Гладкова (нині Квартальна) у жовтні 1993 року було відкрито перший в Україні магазин АТБ.